# Sigurd Eysteinsson
Sigurd Eysteinsson albo Sigurd Potężny (zm. 892) – jarl Orkadów, brat Ragnvalda Eysteinssona, domniemanego ojca Rollona, pierwszego księcia Normandii. Po Sigurdzie władzę objął jego syn Guthorm Sigurdsson, który zmarł jednak po kilku miesiącach. Potem władza na Orkadach przeszła w ręce potomków Ragnvalda, brata Sigurda, którzy rządzili wyspami do roku 1472.